# Ignace Mandjambi
Ignace Mandjambi (nascido em 8 de outubro de 1940) é um ex-ciclista congolês. Representou sua nação durante os Jogos Olímpicos de Verão de 1968, na prova de corrida em estrada.